# Котен, Густав-Аксель Фердинандович
Барон Густав-Аксель Фердинандович (фон) Котен (1843—1906) — генерал-майор, Тавастгусский губернатор.

## Биография
Происходил из шведских дворян Великого княжества Финляндского. Родился 5 июля 1843 года, сын Фридрихсгамского коменданта отставного генерал-майора барона Морица-Фердинанда Густавовича фон Котена и его жены Амалии-Магдалины урождённой графини Пипер.
Образование получил в Пажеском корпусе, где был «отличнейшим» воспитанником и из которого выпущен 13 июня 1862 года прапорщиком в лейб-гвардии 2-й стрелковый Царскосельский батальон.
В сентябре 1862 года Котен был отправлен в Новгород, для присутствования при открытии памятника Тысячелетия России. С 3 января 1863 года по 9 мая 1864 года находился в состав войск Варшавского военного округа и принимал участие в усмирении польского мятежа.
17 апреля 1863 года Котен был произведён в подпоручики. 15 августа 1869 года командирован в переменный состав Учебного пехотного батальона. 17 апреля 1870 года получил чин поручика. В 1871 году Котен получил два первых приза за состязания в стрельбе. 25 марта 1873 года он был произведён в штабс-капитаны, и в этом же году получил первый и второй призы за состязания в стрельбе. 16 апреля 1874 года Котен был утверждён командиром роты Его Высочества. 27 марта 1877 года произведён в капитаны и 29 апреля пожалован званием флигель-адъютанта.
14 августа 1877 года лейб-гвардии 2-й стрелковый батальон выступил из Царского Села на театр военных действий против Турции, 24 августа перешёл румынскую границу у станции Унгены; a 3 сентября переправился через Дунай у Зимницы.
25 сентября батальон поступил в состав отряда князя Карла Румынского. За отличие в делах с турками под Горним Дубняком 12 октября 1877 года барон Котен 11 апреля 1878 года был награждён орденом св. Анны 3-й степени с мечами и бантом. С 19 января по 3 мая 1878 года он находился на излечении в Царском Селе. 30 августа 1878 года произведён в полковники, оставлением в звании флигель-адютанта.
6 июня 1881 года Котен был назначен командиром 14-го стрелкового батальона, с оставлением в звании флигель-адютанта. 11 апреля 1882 года награждён орденом св. Станислава 2-й степени и 27 августа на стрелковых состязаниях офицеров 14-го стрелкового батальона получил батальонный приз, повторно этот приз завоевал и в 1883 году. 6 мая 1886 года награждён орденом св. Анны 2-й степени, 22 сентября 1888 года за беспорочную выслугу 25 лет в офицерских чинах получил орден св. Владимира 4-й степени с бантом. 12 декабря этого же года он был назначен командиром 65-го пехотного Московского полка, с оставлением в звании флигель-адютанта.
23 марта 1890 года награждён орденом св. Владимира 3-й степени. В 1893 году барон Котен по Высочайшему повелению был командирован в императорское имение Ливадию, в составе депутации, для поднесения поздравления наследнику цесаревичу Николаю Александровичу по случаю 25-летия со дня назиачения его высочества шефом полка.
В октябре 1894 года Котен был командирован в Санкт-Петербург, для присутствования при погребении императора Алекспндра III. 14 ноября 1894 года он был произведён в генерал-майоры, a 8 марта 1895 года назначен командиром лейб-гвардии Литовского полка. В 1896 году награждён командорским крестом 1-го класса шведского ордена Меча и 1897 году — орденом св. Станислава 1-й степени.
13 декабря 1898 года барон Котен получил новое назначение — на должность губернатора Вазаской губернии, а с 8 января 1900 года был Тавастгусским губернатором.
Скончался 25 июня 1906 года.

## Семья
Барон Котен был женат на дочери Ставропольского коменданта полковника Хромова Ане Львовне. Выборгский губернатор генерал-лейтенант К. Г. Котен приходился ему дядей.